# جیمی مک‌شین
جیمی مک‌شین (انگلیسی: Jamie McShane) بازیگر اهل ایالات متحده آمریکا است. او بیشتر به‌خاطر نقش‌آفرینی در مجموعه‌های فرزندان آشوب و دودمان و همچنین ایفای نقش مأمور جکسون در دنیای سینمایی مارول در فیلم‌های ثور (۲۰۱۱) و انتقام‌جویان (۲۰۱۲) شناخته می‌شود. در سال ۲۰۲۱ در مجموعه جنایی دلهره‌آور سی‌اس‌آی: وگاس و در سال ۲۰۲۲ در مجموعه نتفلیکس وکیل لینکلن به‌عنوان کارآگاه لنفورد بازی کرد. همچنین در مجموعه ونزدی نقش کلانتر گالپین را ایفا کرده است.

## اوایل زندگی
جیمی مک‌شین در منطقهٔ شمال نیوجرسی در کنار چهار خواهر و برادر دیگر بزرگ شد. او در سال ۱۹۸۸ مدرک کارشناسی ادبیات انگلیسی را از دانشگاه ریچموند دریافت کرد.

## حرفه
جیمی مک‌شین در طول دوران حرفه‌ای خود در تعدادی از مجموعه‌های تلویزیونی به‌عنوان بازیگر مهمان یا نقش‌های تکرارشونده حضور داشته است که از میان آن‌ها می‌توان ۲۴، دکتر هاوس، از مردگان متحرک بترسید و پرورشگاهی‌ها اشاره کرد. از برجسته‌ترین نقش‌آفرینی‌های او می‌توان به نقش کمرون هیز در فرزندان آشوب، نقش گروهبان تری هیل در ساوت‌لند و نقش اریک اوبانن در دودمان اشاره کرد. او همچنین در مجموعه سی‌اس‌آی: وگاس ایفای نقش کرده است.
در عرصهٔ سینما، مک‌شین در فیلم‌های دختر گمشده و آرگو حضور داشته است.
در اکتبر ۲۰۱۶، مک‌شین به دلیل ایفای نقش اریک اوبانن در مجموعه دودمان، موفق به دریافت جایزهٔ مالتیز فَلکِن شد. این جایزه توسط جشنوارهٔ فیلم هامفری بوگارت در کی لارگو اهدا شد و استیفن بوگارت، فرزند هامفری بوگارت، آن را به وی تقدیم کرد.